# Ilya Zuyev
Ilya Konstantinovich Zuyev (tiếng Nga: Илья Константинович Зуев; sinh ngày 25 tháng 1 năm 1994) là một cầu thủ bóng đá người Nga thi đấu cho F.K. Zenit-2 St. Petersburg.

## Sự nghiệp câu lạc bộ
Anh ra mắt chuyên nghiệp tại Giải bóng đá chuyên nghiệp quốc gia Nga cho F.K. Zenit-2 St. Petersburg vào ngày 4 tháng 8 năm 2013 trong trận đấu với F.K. Torpedo Vladimir.
Anh thi đấu cho F.K. Tom Tomsk in the FNL Cup.